# Gabriel Manalt i Domènech
Gabriel Manalt i Domènech -citat incorrectament com a Menalt- (Martorell, 16 de setembre del 1657 – Martorell, 9 de juny del 1687) va ser sacerdot, organista, mestre de capella i compositor.

## Biografia
Fill de pagesos. Va ser organista de l'església dels Sants Just i Pastor de Barcelona abans d'esdevenir organista (1679-1687) i mestre de capella (del 2 d'agost a 26 de setembre del 1685) de Santa Maria del Mar (Barcelona). Els seus contemporanis el consideraven un virtuós en la interpretació de l'orgue, i arribaren a qualificar-lo d'"únic a Catalunya".
Va compondre diverses peces, la majoria per a orgue, com tientos, versos i motets, reputats tots ells com de força interès i qualitat.
Té un carrer dedicat a Martorell.

## Obres
- Dixit Dominus, salm a 5 veus del 2n to
- Laetatus Sum, salm a 5 veus del 5è to
- Lauda Jerusalem, salm a 5 veus del 7è to
- Sacris a tres veus

### Obres per a orgue
- Gaitilla de mano izquierda, de 1r to
- Gaitilla de mano izquierda, de 8è to
- Ocho versos partidos de mano derecha, pels 8 tons
- Pange lingua, himne
- Sacris solemnis, himne
- Tiento de dos manos de primer tono, per a orgue, enregistrat al CD El órgano histórico español: Música catalana, 1 per Josep Maria Mas i Bonet clavicordi (França: Auvidis Valois, 1992)
- Tiento de falses, de 6è to, enregistrat per Montserrat Torrent al CD Antologia històrica de la música catalana: L'orgue del Vendrell (Barcelona: PDI, 1995. Ref. G-80.1050. Reedició de la gravació original del 1965)
- Tiento garrido de mano derecha, de 8è to
- Tiento partido de la mano derecha, de 8è to[nota 2]
- Tiento partido de la mano izquierda, de 1r to[nota 3]
- Tiento partido de la mano izquierda, de 8è to[nota 3]